# Audiolivro

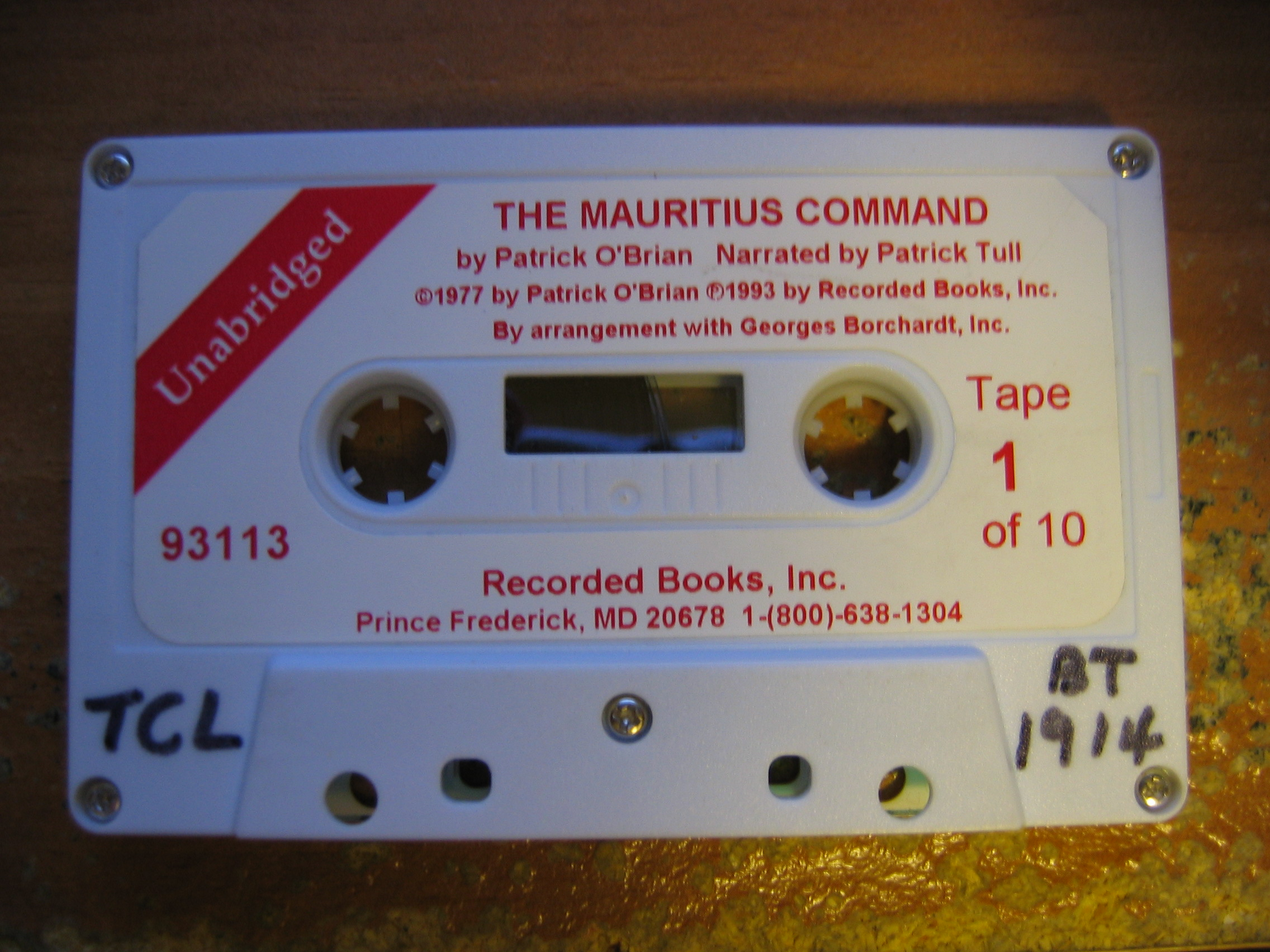
Gravação em fita cassete do livro The Mauritius Command, de Patrick O'Brian.

Audiolivro ou livro falado (em inglês, audiobook ) é uma gravação do conteúdo de um livro narrado em voz alta dentro de um estúdio de gravação ou em outro ambiente com equipamento de gravação. Essa gravação se apresenta em suportes informacionais diversificados, sendo comum ser encontrada em aplicativos ou em CD. Nas décadas de 1980 e 1990, era possível se encontrar audiolivros em fita cassete, entretanto este formato está entrando em desuso. Os formatos de áudio utilizados podem variar entre Mp4, M4a, MP3, WMA ou Ogg, entre outros, gratuitos ou pagos.
As versões pagas são em geral feitas por narradores profissionais e contadores de história. Alguns deles fazem variações de voz. Em alguns casos, também são colocados efeitos sonoros para criar uma ambientação no áudio ou música. Os audiolivros são portanto também uma opção de entretenimento. Podem ser comparados com as radionovelas das décadas de 1940, 1950 e 1960 e com os atuais podcasts, que têm essa versatilidade no áudio.
Já as versões gratuitas trazem uma grande variedade de obras para download, estando a maioria dos títulos em domínio público, copyleft ou outra licença pública livre disponível. São narradas por voluntários ou profissionais gratuitamente. As versões gratuitas em geral não são revisadas e não passam por tratamento de som semelhante ao das versões profissionais, estando por isso mais sujeitas a baixa qualidade de som ou outros problemas. A internet tem sido disseminadora deste tipo de livro, e há vários repositórios de audiolivros gratuitos online em sites como o Internet Archive ou o Librivox. Os audiobooks gratuitos ocupam uma posição diferente em relação aos audiobooks pagos, uma vez que são disponibilizadas nessas plataformas obras que têm baixo apelo comercial e portanto não são disponibilizadas pelas editoras ou demais serviços que buscam 
O audiolivro vem ganhando em popularidade nos últimos anos, e atingindo um público mais amplo do que o normalmente apontado como consumidor de audiolivros, tais como os deficientes visuais ou disléxicos.  O audiolivro é apreciado por um público de diversas idades, que ouve tanto para aprendizado como para entetenimento.
Nos Estados Unidos, mais de 45.000 títulos são publicados no formato audiobook anualmente , para além do número difícil de precisar de obras acrescidas aos repositórios gratuitos. O maior mercado de audiolivros no mundo é o dos Estados Unidos, onde cada vez mais pessoas reportam usarem seus celulares para ouvir audiolivros. 
No Brasil, o mercado está em expansão, com novas empresas investindo em títulos diversos, desde best-sellers a nichos específicos, como aquele voltado para concursos públicos. Várias grandes redes de livrarias oferecem audiolivros, assim como outras plataformas, especializadas ou não, algumas oferecendo apenas livros pagos, e outras com livros gratuitos, tais como Audiolivro.net, Livro Falante, Nossa Cultura, Tocalivros, Universidade Falada, Internet Archive e Librivox.

## Livro falado para pessoas comdeficiência visual
A nomenclatura audiolivro é muitas vezes usada como sinônimo para o livro falado. No entanto, enquanto o audiolivro pode ou não ter vozes dramatizadas, sonoplastia, fundo musical e outros, o livro falado não é interpretado e não pode, em hipótese alguma, ter efeitos sonoros, pois ele tenta ser uma versão a mais aproximada possível do livro em tinta, a chamada "leitura branca", que, mesmo desprovida de recursos artísticos e de sonoplastia, obedece às regras da boa impostação de voz e pontuação, pois parte do princípio de que quem tem de construir o sentido do que está sendo lido é o leitor e não o ledor (pessoas que utilizam a voz para mediar o acesso ao texto impresso em tinta para pessoas visualmente limitadas). Fundações como a Dorina Nowill têm um enorme acervo de audiolivros gratuitos para deficientes visuais. Basta cadastrar-se para receber gratuitamente pelos correios.